# Горджес, Джош
Джош Го́рджес (англ. Josh Gorges; 14 августа 1984, Келоуна, Британская Колумбия, Канада) — канадский профессиональный хоккеист, защитник.

## Карьера
Карьеру хоккеиста Джош Горджес начал в команде своего родного города Келоуна, выступающей в WHL. В «Келоуна Рокетс» защитник провёл 4 сезона. 20 сентября 2002 года Джош Горджес как свободный агент — на драфте НХЛ хоккеист не выбирался — подписал контракт с «Сан-Хосе Шаркс». После триумфального для команды и себя лично сезона 2003-04 — «Ракеты» стали обладателями Мемориального кубка, а сам Джош получил Джордж Парсонс Трофи — защитник присоединился к «Сан-Хосе». 25 февраля 2007 года Джош Горджес был обменян в «Монреаль Канадиенс».
В составе «Канадиенс» Джош Горджес, в «Сан-Хосе» в основном выступавший в качестве резервного защитника, получил твёрдое место в основном составе, постепенно став не только одним из ведущих защитников, но и лидеров команды, что было неоднократно отмечено канадской спортивной прессой. Так в 2010 году, после игр плей-офф, в которых участвовали «Канадиенс», один из ведущих канадских хоккейных комментаторов Дон Черри, отмечая игру Горджеса, сказал дословно следующее: «Если они („Канадиенс“) когда-нибудь снова собираются выбрать капитана, этот парень должен быть капитаном». (В том сезоне «Монреаль Канадиенс» после ухода Саку Койву играл без капитана). Монреальские спортивные журналисты дважды подряд, в 2011 и 2012 годах, присуждали Джошу Горджесу приз Жака Бошана — командный трофей «Монреаля» — награду игроку, чей вклад в успехи команды, по их мнению, не был оценён должным образом.
С 2011 года Джош Горджес является альтернативным капитаном «Монреаль Канадиенс». В 2012 году хоккеист продлил контракт с клубом; нынешнее соглашение стоимостью 23,4 млн долларов рассчитано на 6 лет.
1 июля 2014 года «Канадиенс» отправил Горджеса в «Баффало Сейбрз» на право выбора во втором раунде драфта 2016 года.

## Карьера в сборной
В составе молодёжной сборной Канады Джош Горджес принимал участие в молодёжном чемпионате мира 2004 года, став вместе с командой серебряным призёром мирового первенства.

## Статистика
```
                                            
                                            --- Regular Season ---  ---- Playoffs ----
Season   Team                        Lge    GP    G    A  Pts  PIM  GP   G   A Pts PIM
--------------------------------------------------------------------------------------
2000-01  Kelowna Rockets             WHL    57    4    6   10   24   6   1   1   2   4
2001-02  Kelowna Rockets             WHL    72    7   34   41   74  15   1   7   8   8
2002-03  Kelowna Rockets             WHL    54   11   48   59   76  19   3  17  20  16
2003-04  Kelowna Rockets             WHL    62   11   31   42   38  17   2  13  15   6
2004-05  Cleveland Barons            AHL    74    4    8   12   37  --  --  --  --  --
2005-06  San Jose Sharks             NHL    49    0    6    6   31  11   0   1   1   4
2005-06  Cleveland Barons            AHL    18    2    3    5   12  --  --  --  --  --
2006-07  San Jose Sharks             NHL    47    1    3    4   26  --  --  --  --  --
2006-07  Montreal Canadiens          NHL     7    0    0    0    0  --  --  --  --  --
2006-07  Worcester Sharks            AHL     7    0    1    1    2  --  --  --  --  --
2007-08  Montreal Canadiens          NHL    62    0    9    9   32  12   0   3   3   0
2008-09  Montreal Canadiens          NHL    81    4    9   13   37   4   0   1   1   7
2009-10  Montreal Canadiens          NHL    82    3    7   10   39  19   0   2   2  14
2010-11  Montreal Canadiens          NHL    36    1    6    7   18  --  --  --  --  --
2011-12  Montreal Canadiens          NHL    82    2   14   16   39  --  --  --  --  --
2012-13  Montreal Canadiens          NHL    48    2    7    9   15   5   0   0   0   4
2013-14  Montreal Canadiens          NHL    66    1   13   14   12  17   0   2   2   6
2014-15  Buffalo Sabres              NHL    46    0    6    6   16  --  --  --  --  --
2015-16  Buffalo Sabres              NHL    77    2   10   12   72  --  --  --  --  --
2016-17  Buffalo Sabres              NHL    66    1    5    6   50  --  --  --  --  --
2017-18  Buffalo Sabres              NHL    34    0    2    2   39  --  --  --  --  --
--------------------------------------------------------------------------------------
         NHL Totals                        783   17  107  124  404  68   0   9   9  35

```

## Достижения
- Обладатель Мемориального кубка: 2004
- Обладатель Джордж Парсонс Трофи: 2004
- Обладатель серебряных медалей молодёжного чемпионата мира: 2004